# Уплисцихе (село)
Уплисцихе (груз. უფლისციხე) — село в Грузии, на территории Горийского муниципалитета края (мхаре) Шида-Картли.

## География
Село находится в центральной части Грузии, на правом берегу реки Куры, на расстоянии приблизительно 4 километров (по прямой) к востоку от города Гори, административного центра муниципалитета. Абсолютная высота — 569 метров над уровнем моря.

## Население
По результатам официальной переписи населения 2014 года, в Уплисцихе проживал 641 человек (306 мужчин и 335 женщин). В национальной структуре населения грузины составляли 96,9 %, осетины — 1,2 %, азербайджанцы — 0,9 %, армяне — 0,2 %.
| Год  | Население, человек |
| ---- | ------------------ |
| 2002 | 728                |
| 2014 | ↘ 641              |